# Hans Stuck
Hans Stuck (às vezes chamado Hans Stuck von Villiez) (27 de dezembro de 1900 – 9 de fevereiro de 1978) foi um automobilista alemão. 
Seu filho, Hans-Joachim Stuck (nascido em 1951) e seu neto Johannes Stuck, tornaram-se também pilotos reconhecidos.
Na noite de quinta-feira, 9 de fevereiro de 1978, em um hospital de Garmisch-Partenkirchen, Baviera, na Alemanha, Hans Stuck faleceu aos 77 anos de idade, em consequência de um ataque cardíaco.